# André Olbrich
André Olbrich (ur. 3 maja 1967 w Düsseldorfie) – niemiecki muzyk heavymetalowy, gitarzysta (gitara prowadząca), związany z niemieckim zespołem metalowym Blind Guardian.
Razem z Hansim Kürschem jest jednym z założycieli zespołu Blind Guardian i zarazem twórcą znacznej liczby tekstów piosenek. W zespole prezentuje także swoje umiejętności wokalne, jak chociażby w utworze Valhalla, głównie jednak śpiewa chórki. Jako gitarzysta skupia się głównie na wspomaganiu Hansiego Kürscha poprzez prowadzenie melodii.
W 2004 roku muzyk został sklasyfikowany na 76. miejscu listy 100 najlepszych gitarzystów heavymetalowych wszech czasów według magazynu Guitar World.
Jest żonaty i ma dwóch synów. Jest też znany z przyjaznych stosunków z fanami, często udziela wywiadów i angażuje się w działalności grup fanowskich.

## Instrumentarium
- Ibanez RGA Custom Electric Guitar[5]